# ジョン・モンクトン (初代ゴールウェイ子爵)
初代ゴールウェイ子爵ジョン・モンクトン（英語: John Monckton, 1st Viscount Galway、1695年 – 1751年7月15日）は、イギリスとアイルランドの政治家、アイルランド貴族。

## 生涯
ロバート・モンクトン（1722年没）とセオドシア・ファウンテン（Theodosia Fountaine、ジョン・ファウンテンの娘）の息子として、1695年に生まれた。1713年12月、ケンブリッジ大学トリニティ・ホールに入学した。
1722年イギリス総選挙でクリセロー選挙区から出馬して落選した後、自身が所有していた選挙区内の市民借地権（burgage）を当選者の1人であるナサニエル・カーゾンに売却し、売却時の協議に基づき1727年イギリス総選挙で再びクリセロー選挙区から出馬して当選した。同年7月17日、アイルランド貴族であるクレア県におけるキラード男爵とゴールウェイ県におけるゴールウェイ子爵に叙された。その後、1737年10月4日にアイルランド貴族院議員に就任した。
1729年、次の総選挙に備えてポンテフラクト選挙区（2人区）で市民借地権77件を買い上げ、同じくポンテフラクトの市民借地権を所有する第2代準男爵サー・ウィリアム・ラウザーと1議席ずつ掌握した。これにより、ゴールウェイ子爵は1734年イギリス総選挙でポンテフラクト選挙区に鞍替えして当選することができた。同年から1748年までアイルランド歳入長官（Commissioner of Revenue）を務めた。
1人目の妻エリザベス・マナーズの姉が首相ヘンリー・ペラムの妻にあたるため、ゴールウェイ子爵はペラムと良好な関係を保ち、与党の一員として投票した。1747年イギリス総選挙で議席を長男に譲り、翌年にペラムより王領地測量長官（Surveyor General of the Land Revenues of the Crown）に任命された後、長男が官職任命を受けたためポンテフラクト選挙区で補欠選挙が行われ、ゴールウェイ子爵は再出馬して当選した。
1749年、ケンブリッジ大学よりLL.D.の学位を授与された。
1751年7月15日に死去、フェルカークで埋葬された。息子ウィリアムが爵位を継承した。

## 家族
1人目の妻はエリザベス・マナーズ（Elizabeth Manners、1730年3月22日没、第2代ラトランド公爵ジョン・マナーズの娘）であり、2人は3男1女をもうけた。
- ウィリアム（英語版）（1725年 – 1772年） - 第2代ゴールウェイ子爵
- ロバート（英語版）（1726年 – 1782年） - 陸軍軍人、庶民院議員

1734年11月、ジェーン・ウェステンラー（Jane Westenra、1788年5月没、ヘンリー・ワーナー・ウェステンラーの娘）と再婚、3男1女をもうけた。
- ジョン（1739年8月2日 – 1830年1月3日） - アン・アダムズ（Anne Adams、1802年9月20日没）と結婚、子供あり
- ヘンリー（英語版）（1740年 – 1778年） - 陸軍軍人、アメリカ独立戦争で戦死
- エドワード（英語版）（1744年 – 1832年） - 植民地官僚、政治家
- メアリー（英語版）（1746年 – 1840年） - 1786年、第7代コーク伯爵エドマンド・ボイルと結婚